# Cansalada
|  | «Xulla» redirigeix aquí. Vegeu-ne altres significats a «wikt:xulla». |

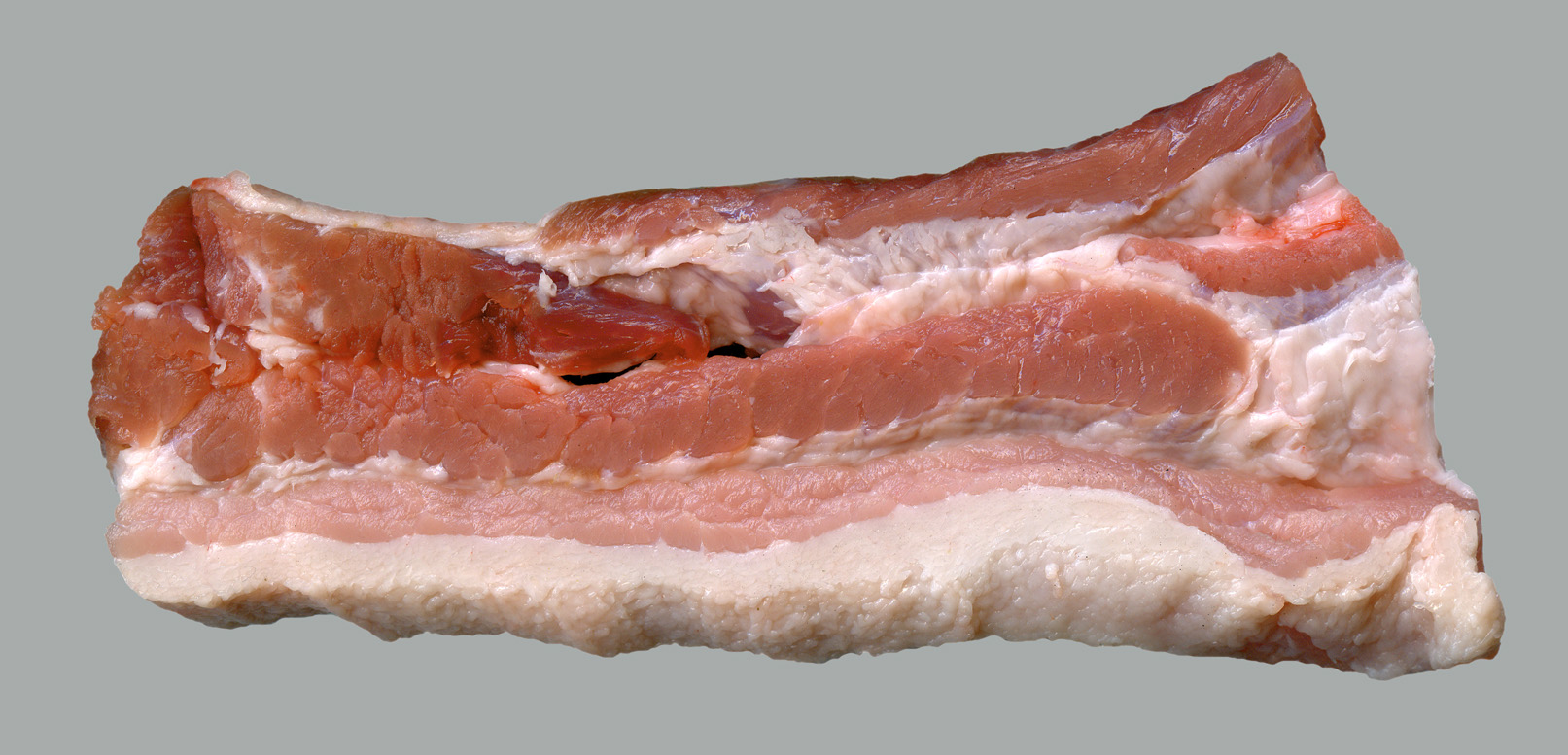
Tira de cansalada viada. La cansalada és la part grassa del porc compresa entre la pell i la carn. És de color blanc i es guarda salada per a tirar a l’olla o fer guisats com llegums -llenties amb cansalada, mongetes, fesolets, cigrons…- carns emmetxades (la carn en què s'han practicat talls i forats omplerts posteriorment de cansalada i d'altres ingredients per tal de fer-la més saborosa), etc..

La cansalada (o xulla a totes les Balears) és un producte gras del porc, situat entre la pell i la carn. Es troba al ventre, llom i papada del porc.
La cansalada viada (o viadeta), cansalada entrevirada o ventresca prové de la zona del ventre o del coll i té més teixit muscular (magre). Aquesta cansalada, tallada en llenques fines, intervé en nombroses guarnicions, crues, fregides o rostides, així com en preparacions d'ous, especialment ferrats. Curada amb sal i fumada, és el que se sol anomenar bacó, producte que avui es troba arreu del món.
Aquesta capa de greix, en algunes parts del cos amb làmines de carn intercalades, té zones del cos més gruixudes i altres menys, que se separen i es parteixen. Per això solen agrupar-se en tres tipus: la zona dorsal, quasi totalment formada per greix i força gruixuda; la del pit, anterior, més prima i amb capes de carn; i la del ventre, novament gruixuda i amb alguna capa de carn. Conservades tradicionalment amb sal i com a peces més o menys senceres, aquestes porcions es tallen a llenques per coure, o es tracten per separar-ne el greix i convertir-lo en llard més o menys refinat.
Aquest teixit gras entre la pell i la musculatura posseeix aigua, cendres, proteïnes i, en petita proporció, les altres substàncies presents en el teixit muscular.
Etimològicament cansalada, nom citat des de l'Edat Mitjana, és una contracció de carn salada. Fins i tot Francesc Eiximenis cita les llenties amb cansalada.

## Cansalada fregida, viada o bacó

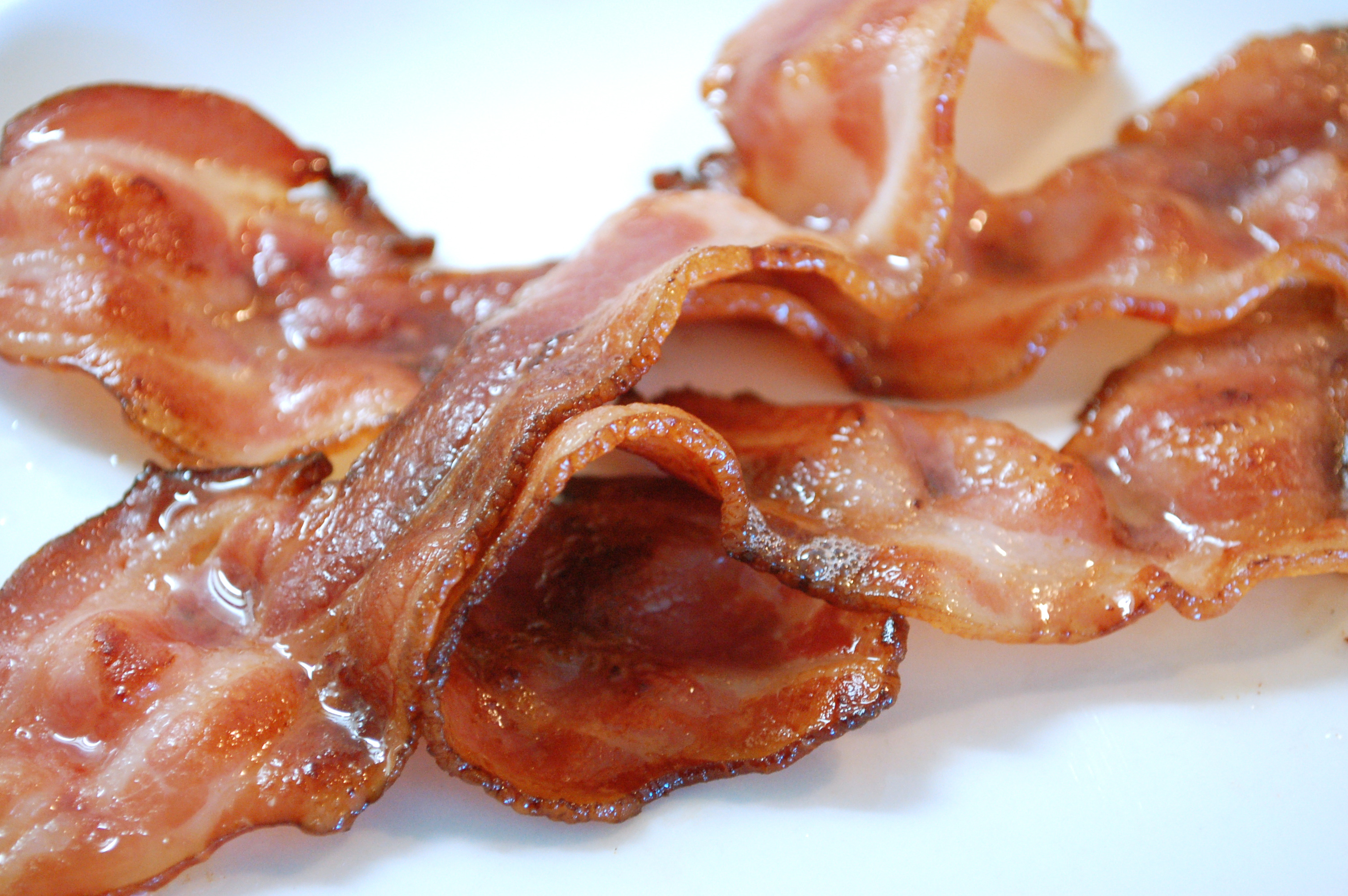
Cansalada a la brasa. Per emplatar la cansalada a la brasa cal que estigui cuita i daurada. Degut a la seva popularitat rep moltes denominacions: ventresca a la brasa (Catalunya Nord, Vallès Oriental), xulla a la brasa (Empordà), cansalada torrada (País Valencià), xulla torrada (Illes), ventresca torrada (Serra de Tramuntana, Pla de Mallorca, Migjorn). ‘Cansalada a la brasa’ és una denominació que es fa servir a Catalunya, tret del Capcir, el Conflent i el Vallespir.

Segons les zones geogràfiques dels Països catalans, la cansalada fregida o cuita a la brasa, rep diversos noms: xulla, panxeta, ventresca, rosta, banda de porc... La cansalada viada s'extreu de la zona del ventre o de la panxa del porc; per tant, s'anomena "panxeta" o ventresca. Amb tot per Jaume Fàbrega el terme “panxeta” és un barcelonisme introduït en el món de la cansaladeria. Pel que fa al mot rosta, es refereix més sovint a la llenca de cansalada fregida o rostida, tal com indica el mateix nom, que, segons Coromines, és un derivat del verb rostir. Rosta també es fa servir per a referir-se al pa fregit amb suc de cansalada.
Segons les cuines nacionals, en espanyol és tocino- paraula que, popularment, a Catalunya , designa tot el porc, ja que la cansalada era una de les parts més apreciades, sobretot a pagès. En anglès és bacon, en francès lard i lard maigre (cansalada virada) i en alemany Speck (és fumada, i també es troba també al Tirol del Sud). En occità se’n diu cansalada, com en català, en portuguès toucinho i en romanès slanina.
El bacó o bèicon és un anglicisme molt estès i, potser per alguns, del tot innecessari en la nostra llengua perquè "la cansalada que té vies de carn magra s'anomena cansalada viada, virada, entrevirada o virosa. Pròpiament aquesta és la que els anglesos anomenen bacon. Per tant, podem fàcilment substituir aquest anglicisme per cansalada viada o simplement cansalada (si no hi problemes de confusió amb cap més tipus de cansalada)".
Per Jaume Fàbrega, el bacó o bèicon és "un producte diferent (principalment perquè és fumat). Potser seria convenient dir-ne cansalada fumada. La part de la panxa del porc, presentada sencera o a tires, quan és carn crua s'anomena panxeta, panceta en espanyol. Quan la panxeta es sotmet a maduració mitjançant el mètode de posar-hi sal- a casa matàvem dos porcs, i estic tip de veure-ho; es feia servir una post o taula inclinada que deixava anar l'aigua de la salaó. El resultat és la cansalada (apòcope de carn salada). Quan la panxeta, en comptes de salar-se, es cou i es fuma segons el mètode tradicional anglès, llavors s'anomena bacó o bacon. En tots els casos es presenta en penques o tires gruixudes; el bèicon, en general ja pre-tallat a làmines molt fines.".
Per tant, si la cansalada viada i panxeta o ventresca són les formes més usades per cansaladers, gastrònoms o empreses de venda de carn cal "usar en un llenguatge estàndard cansalada viada (sobretot quan ha estat adobada amb sal o pebre perquè es conservi durant uns mesos) o ventresca (sobretot quan és fresca). Així, podem parlar de cansalada grassa, cansalada fumada, cansalada viada, cansalada amb pebre, cansalada del coll, ventresca... Sempre sense oblidar els sinònims dialectals xulla, panxeta, rosta".

## Preparació

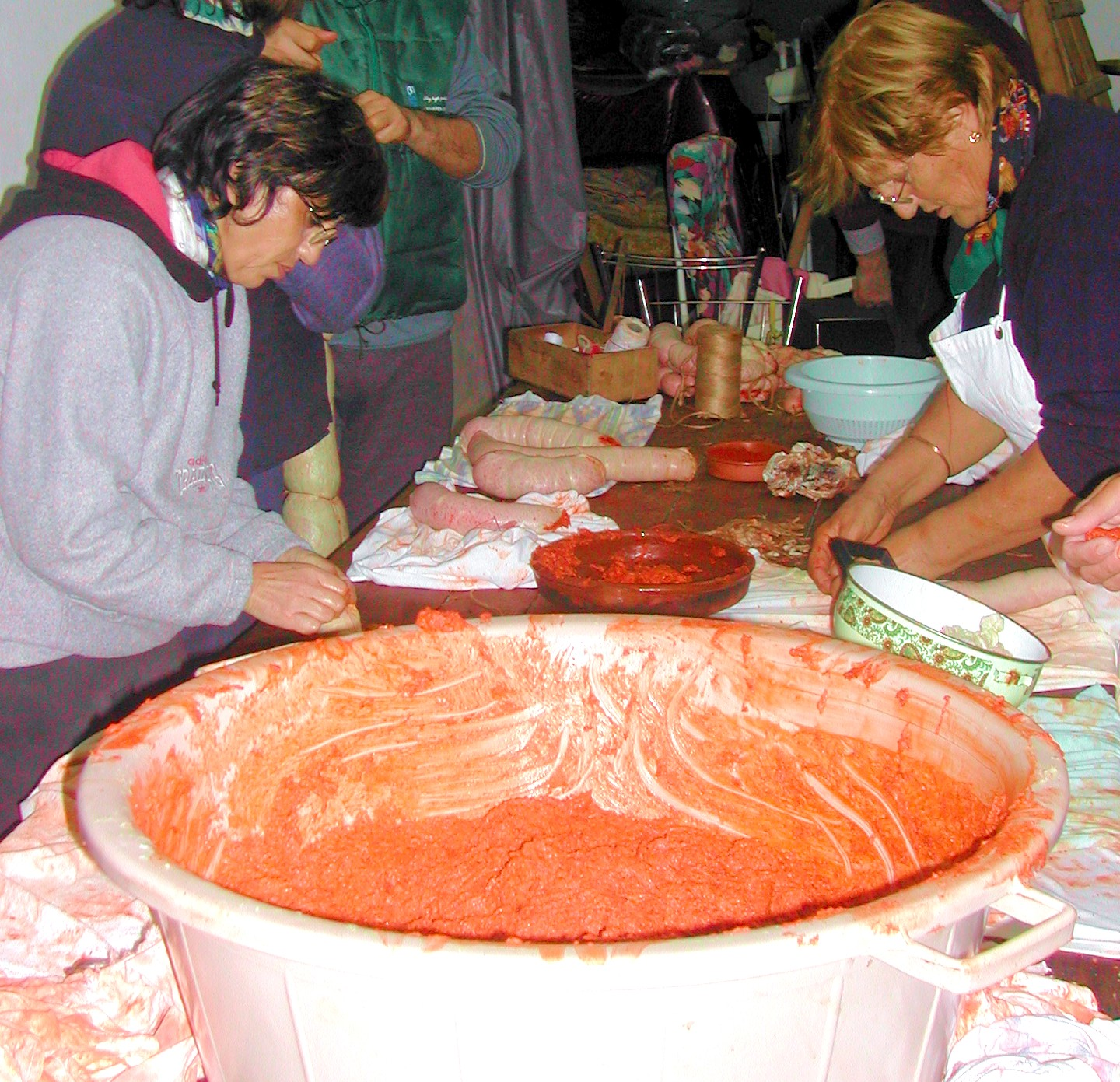
Matanceres a Son Ferriol Mallorca. Del porc se’n feia botifarres negres, de perol o de parrac, d’ou, llonganisses, llonganissetes, pernils, lloms i baiones; a banda de la carn, del porc també se n’extreien greixons, cansalada, greix per cuinar i sagí; es preparaven conserves de caps de costella i pilotilles, i pans de fetge i sang (una mena de paté fet amb fetge, cansalada i greix o bé amb sang, cansalada i greix). El cervell de porc es menjava en pilotilles o se’n feien croquetes.

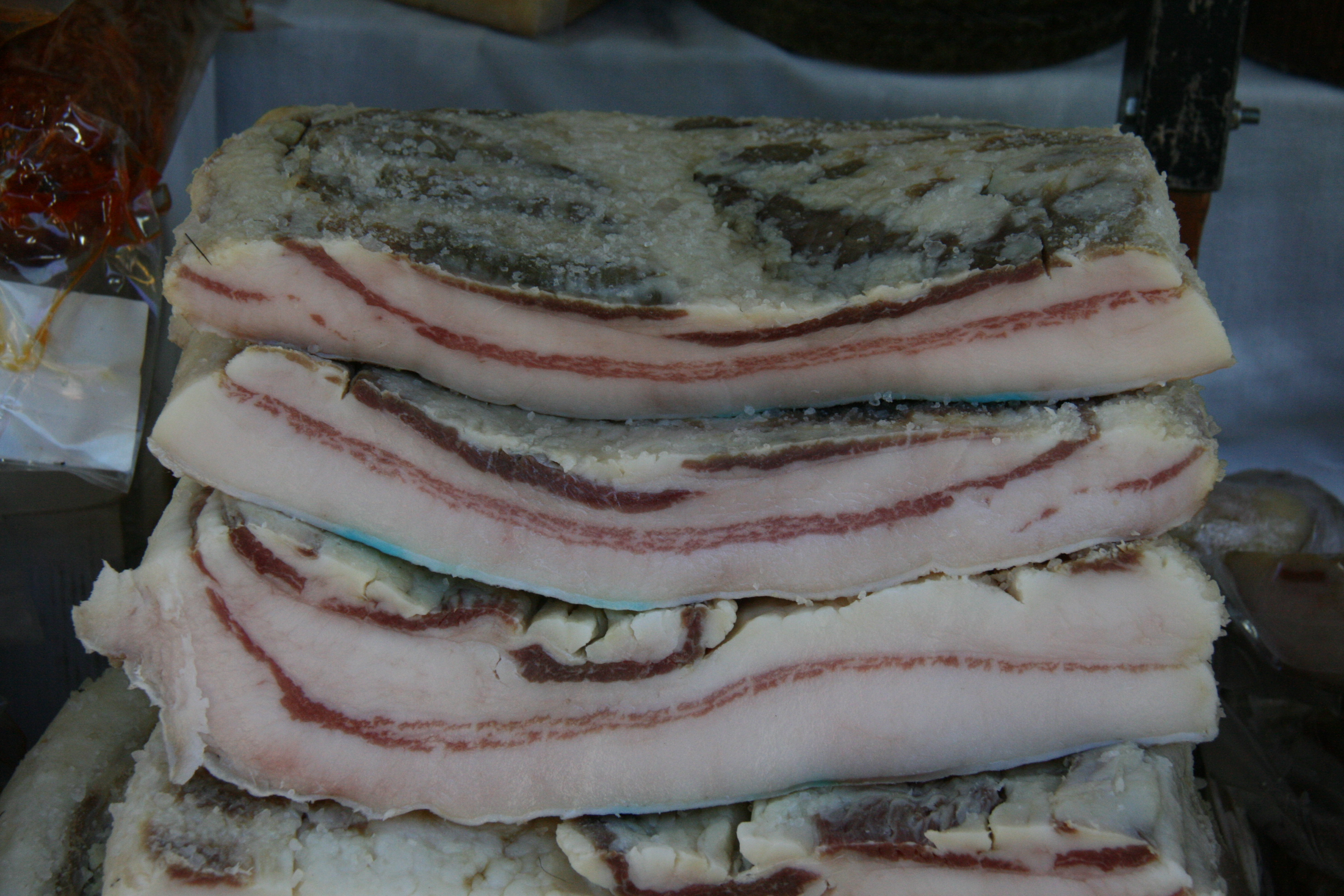
Quan la panxeta se sotmet a maduració mitjançant el mètode de posar-hi sal (la salaó). El resultat és la cansalada (apòcope de carn salada).

Antany la cansalada era la base de l'alimentació (en les sopes essencialment), en canvi, avui té el paper de condiment més que no pas el de cos gras. La cansalada tenia un paper específic en la matança i, com a la resta de les carns i de les vísceres, se li donava diversos aprofitaments.
Un cop escorxat el porc, la cansalada virada, grassa o viada se salaven amb la fita de que durés. Després de vuit o deu dies amb sal, al costat de caretes i peus, s'enfilava amb uns cordills i es penjava al celler. Es podia deixar el rectangle de cansalada, ja amanit, enfilat amb un cordill o es podia enrotllar aquest rectangle amb forma de cilindre gruixut, després de salar-lo i empebrar-lo, i deixar-lo al rebost, des d’on es podia anar tallant a mida que feia falta.
Una altra possibilitat de conservar la cansalada consistia en salpebrar-la i deixar-la assecar, una manera de fer-la que encara perdura entre els elaboradors d’embotits. Així doncs, en la cansalada amb pebre, aquesta espècie és utilitzada com a assecant natural i és un mètode que s'utilitza sovint també per a la conservació de la carn i dels embotits. L’efecte de salpebrar-la fa que la carn es maceri i s'assequi de manera que el seu consum podia perdurar més enllà del temps de matança. La cansalada empebrada acostuma a tenir una textura tova però consistent i ha estat un producte que s'ha fet servir per acompanyar llegums o verdures en guisats de vedella, pèsols o pollastre. Com que és un producte greixós per extreure’n el màxim sabor, s'acostuma a fregir. És un ingredient indicat per augmentar el sabor dels guisats i recorda els menjars de cullera dels hostals de tota la vida.
Per altra banda, quan en comptes de salar-se, es cou i es fuma segons el mètode tradicional anglès, llavors és cansalada fumada i l’anomenem bacó o xulla.
Tradicionalment la cansalada és venia a les cansaladeries, petits comerços que, generalment, tenien obrador. Ara competeixen amb els supermercats i les grans superfícies.

## Gastronomia

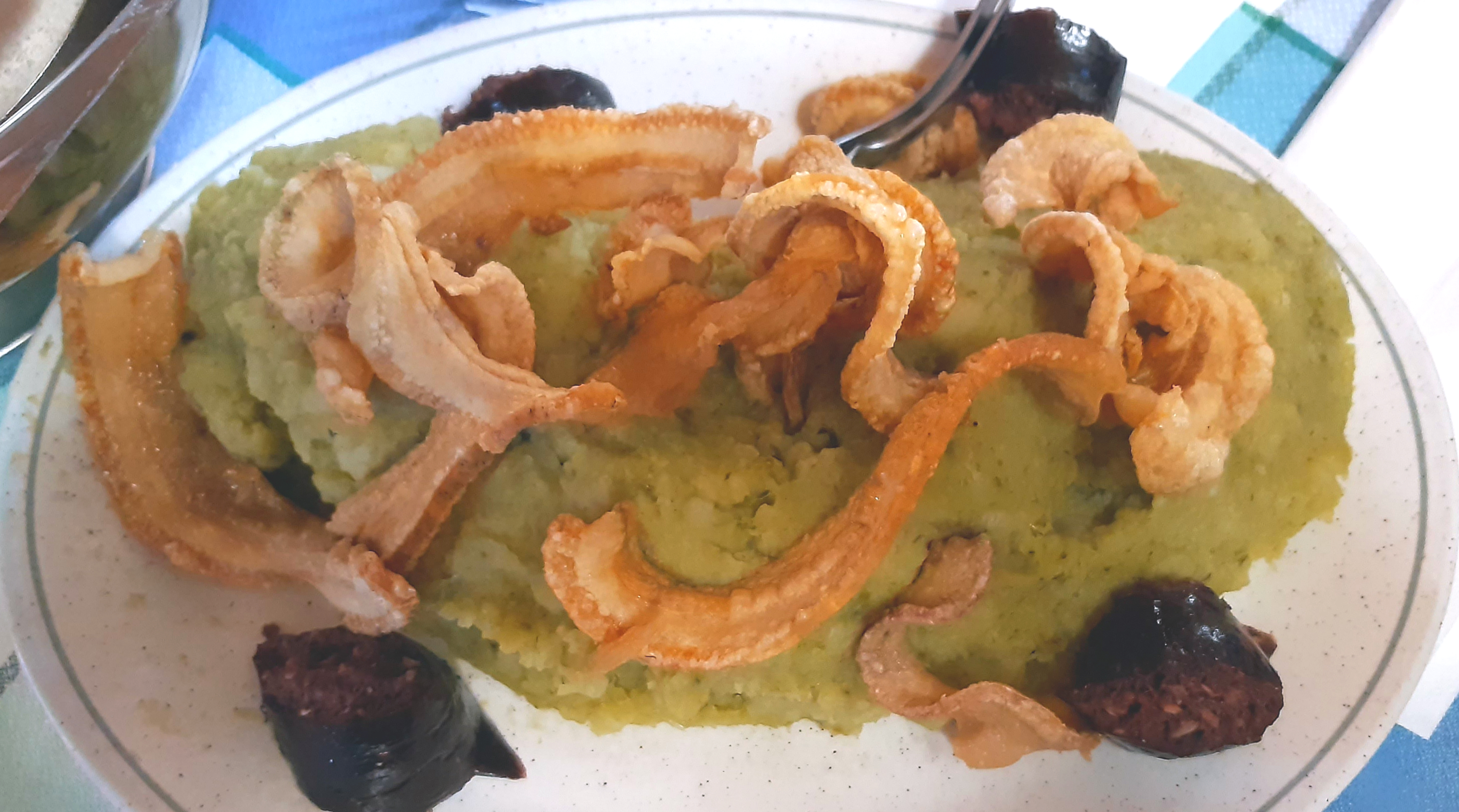
Plat de trinxat de la Cerdanya amb cansalada i botifarra negra.

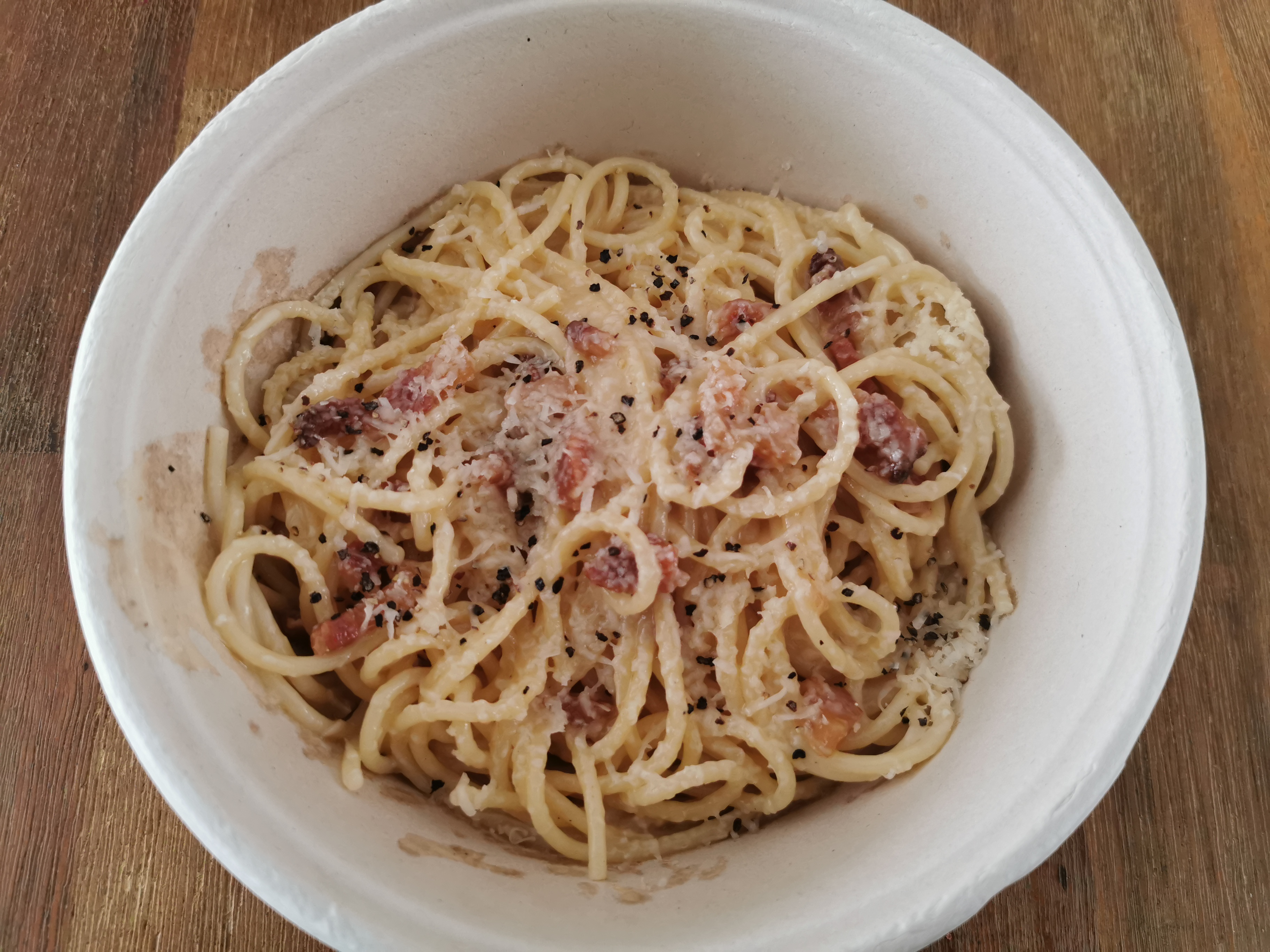
Plat d'espaguetis a la carbonara.

La cansalada és un dels ingredients i condiments principals de la cuina casolana i tradicional del món i de la gastronomia dels Països catalans: "A Catalunya, com a Itàlia, Occitània, França, els països anglosaxons –bacon– la cansalada, tradicionalment, ha estat un ingredients insubstituïble a la cuina. A Espanya, en canvi ho és el pernil, si bé s'hi produeix l’excel·lent cansalada ibèrica."
La panxeta està pensada per menjar fregida, a la planxa, a la brasa, guisada o al forn. La cansalada es menja freda, com un embotit. I el bacó se sol menjar cuit com la panxeta, tot i que també es pot menjar fred.
Un dels principals usos de la cansalada en la cuina és acompanyant diversos plats de llegums i verdures: trinxat dit, justament, amb rosta, mongetes, fesolets, cigrons, bledes, espinacs, faves, llenties, patates... També les faves i llegums ofegats, les truites, els ous ferrats... La cansalada també s'utilitza per amorosir tota mena de plats de carn i caça –i fins i tot de peix, com les truites de riu–, del xai a la vedella, de les perdius al conill... tant en forma de daus com en forma de bardes –de la cuina francesa–, tires amples de cansalada, que a vegades es fan servir per fer una base d’un producte –com en el cas de la cassoleta de mongetes– o per recobrir una peça d’aviram, una salsitxa, dàtils, etc.
Així mateix la cansalada figura en plats típics de la cuina valenciana, en plats com l'arròs al forn, o de la cuina catalana, en plats com l'escudella i carn d'olla, l'olla o ollada, i les llenties. També és essencial a l'hora de preparar les mongetes amb cansalada, o els cigrons amb cansalada i el puré de patates amb cansalada, entre altres plats menys coneguts, com amb els ous de reig.
El cançoner popular també se'n ha fet ressò. L'escriptor i articulista valencià especialitzat en gastronomia Vicent Marqués n'ha fet un recull al llarg de la geografia de parla catalana. Per exemple, en una corranda a la Plana Alta: “A la Torreta d’Alonso/ m’he deixat la cansalà; / si no me la menge crua/ me la menjaré torrà”.
De Mallorca també n’hi ha (per allà en diuen xulla, generalment), i les trobem al Cançoner popular de Mallorca, aquella obra magna del sacerdot i folklorista Rafel Ginard i Bauçà. Aquesta és del Pla de Mallorca: “Na Maria Camaiot/ se casà amb En Sobrassada!/ i a sa fia major/ li diuen Na Botifarra;/ festeja En Botifarró/ fii de Na Xuia-torrada./ A sa fia més petita l’anomenen Na Vin Blanc,/ l’enrevolta En Pep Freixura, /es porquer de Son Pa-blan.” 
Aquestes són del Llevant: “Sant Antoni repicava,/ repicava a poc a poc,/ mentres s'encenia es foc/ i sa xuia se cremava; / i es pastoret, qui guaitava/ p’es forat d’es rentador/ i sentia aquella olor/ de sa xuia que torrava./ En veure paia cremada,/ senyal que han mort es porquet./ En s'hivern, quan farà fred,/ menjarem xuia torrada,/ i en s'estiu, en fer calor,/menjarem sa sobrassada.
I aquesta del llibre de Tomàs Vibot Sobrassada, l’essència del porc: “Si vénc i veig fum blau/ pensaré que torrau xulla,/ si vénc i no me’n dau/ me’n ’niré de correguda.”

## Nutrients
En termes mitjans, la cansalada és una de les carns més greixoses, tot i que també conté una alta proporció de greixos insaturats (els beneficiosos). Cada 100 grams representen 673 calories, 8,4 grams de proteïnes i 71 grams de greix total. Per cada 100 grams en conté 26,3 d'àcids grassos saturats, 29,2 d'àcids grassos monoinsaturats i 4,8 d'àcids grassos poliinsaturats.